# Třída Inhaúma
Třída Inhaúma je třída korvet brazilského námořnictva určených především k ničení hladinových lodí a ponorek. Jedná se o vlastní brazilskou konstrukci. Mezi lety 1989–1994 byly dokončeny čtyři jednotky této třídy – Inhaúma, Jaceguai, Júlio de Noronha a Frontin. Třída je postupně vyřazována ze služby.

## Stavba

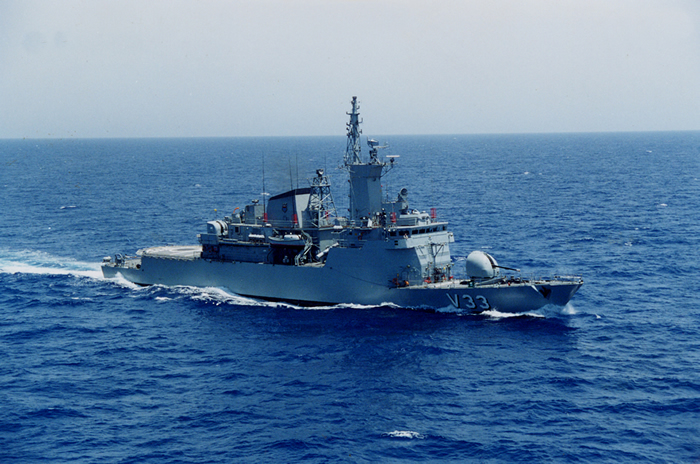
Frotin (V33)

Jedná se o domácí brazilskou konstrukci, vyvinutou s pomocí německé firmy MTG Marinetechnik. Objednány byly v roce 1981. Původně bylo plánováno postavit 16 jednotek této třídy, nedostatek financí ale omezil tento počet na čtyři. Všechny čtyři jednotky postavila loděnice Verolme. Když se ale loděnice dostala do finančních potíží, musel být druhý pár dokončen v loděnici Arsenal de Marinha v Rio de Janeiru. Později byla ještě postavena modifikovaná korveta Barroso, řazená ovšem do samostatné třídy.
Jednotky třídy Inhaúma:
| Jméno                  | Spuštěna          | Dodání            | Status                                                                      |
| ---------------------- | ----------------- | ----------------- | --------------------------------------------------------------------------- |
| Inhaúma (V30)          | 3. prosince 1986  | 12. prosince 1989 | Vyřazena 25. listopadu 2016.                                                |
| Jaceguai (V31)         | 8. června 1987    | 2. dubna 1991     | Vyřazena 18. září 2019.                                                     |
| Júlio de Noronha (V32) | 15. prosince 1989 | 27. října 1992    | Aktivní.                                                                    |
| Frontin (V33)          | 6. února 1992     | 11. března 1994   | Vyřazena 23. září 2015, potopena jako cvičný cíl při cvičení Missilex 2016. |

## Konstrukce

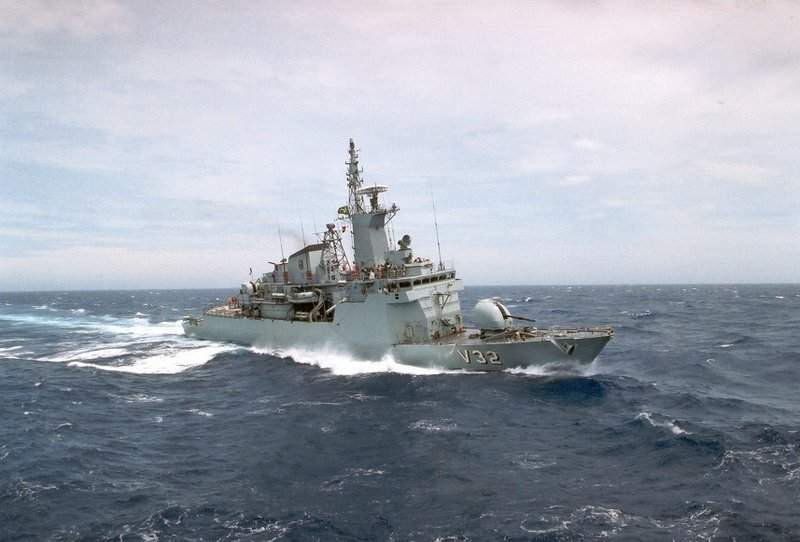
Júlio de Noronha (V32)

Hlavňovou výzbroj tvoří jeden britský 114mm kanón Vickers Mk 8 v dělové věži na přídi a dva 40mm protiletadlové kanóny Bofors v jednohlavňových věžičkách. Hlavní údernou výzbroj korvet představují čtyři protilodní střely MM.40 Exocet s dosahem 70 km. Protiponorkovou výzbroj představují dva trojité 324mm protiponorkové torpédomety pro americká lehká torpéda Mk46. Korvety rovněž nesou jeden protiponorkový vrtulník Westland Super Lynx AH-11A, pro jehož uskladnění jsou vybaveny hangárem.
Pohonný systém je koncepce CODOG. Tvoří ho dva německé diesely MTU 16V 956 TB91 pro ekonomickou plavbu a plynová turbína General Electric LM2500 pro bojové situace. Lodní šrouby jsou dva. Nejvyšší rychlost korvet je 27 uzlů. Dosah je 4000 námořních mil při 15 uzlech.

### Modernizace
Jaceguai a Júlio de Noronha prošly dílčí modernizací komunikačních, navigačních a dalších systémů. Instalován byl například elektronický podpůrný systém Thales Omnisys ET/SLR-1.